# Spiroplasma floricola
Spiroplasma floricola è una specie di batterio appartenente alla famiglia delle Spiroplasmataceae.